# Liste der Monuments historiques in Jessains
Die Liste der Monuments historiques in Jessains führt die Monuments historiques in der französischen Gemeinde Jessains auf.

## Liste der Objekte
| Bezeichnung | Beschreibung                                                  | Standort                                | Kennzeichnung | Schutzstatus | Datum | Bild |
| ----------- | ------------------------------------------------------------- | --------------------------------------- | ------------- | ------------ | ----- | ---- |
| Glocke      | Bronze, 1544 gegossen; verschwunden, wohl 1940 eingeschmolzen | in der Kirche St-Pierre-ès-Liens (Lage) | PM10000947    | Classé       | 1913  |      |